# 松江西インターチェンジ
松江西インターチェンジ（まつえにしインターチェンジ）は、島根県松江市乃木福富町の山陰自動車道（松江道路）上にあるインターチェンジ。

## 道路
- E9 山陰自動車道（26番）

## 接続する道路

### 直接接続
- 島根県道24号松江木次線
- 松江市道10126号松江道路側道北線（上り線）
- 松江市道10127号松江道路側道南線（下り線）

### 間接接続
- 国道9号
- 国道54号（国道9号と重複）

## 料金所
無料区間のためなし

## 周辺
- 宍道湖
- 島根県立美術館
- 出光松江インター西SS（ガソリンスタンド）
  - このICを降りると、国道9号への直結道路（島根県道24号松江木次線・西嫁島高架橋）がある。

## 隣
E9 山陰自動車道
(25) 松江中央IC - (26) 松江西IC - (27) 松江玉造IC